# Nhát cắt (không gian phân thớ)
Bản mẫu:Chuyên ngành

Một nhát cắt của một phân thớ. Một nhát cắt cho phép không gian cơ sở được đồng nhất với một không gian con của.

Một trường vectơ trên. Một nhát cắt của phân thớ tiếp xúc cũng là một trường vectơ.

Trong lĩnh vực toán học tô pô, một nhát cắt  của một phân thớ {\displaystyle E} là một nghịch đảo phải liên tục của hàm chiếu {\displaystyle \pi }. Nói cách khác, nếu {\displaystyle E} là một phân thớ với không gian cơ sở, {\displaystyle B}:
{\displaystyle \pi \colon E\to B}
thì một nhát cắt là một ánh xạ liên tục,
{\displaystyle \sigma \colon B\to E}
sao cho
{\displaystyle \pi (\sigma (x))=x} với mọi {\displaystyle x\in B}.
Một nhát cắt khái quát hóa khái niệm đồ thị. Đồ thị của hàm {\displaystyle g\colon B\to Y} có thể được đồng nhất với một hàm từ {\displaystyle B} vào tích Descartes {\displaystyle E=B\times Y}:
{\displaystyle \sigma \colon B\to E,\quad \sigma (x)=(x,g(x))\in E.}
Đặt {\displaystyle \pi \colon E\to B} là phép chiếu lên thành phần thứ nhất: {\displaystyle \pi (x,y)=x}. Thế thì, một đồ thị là một hàm {\displaystyle \sigma } sao cho {\displaystyle \pi (\sigma (x))=x}. Tức là một đồ thị là một nhát cắt của phân thớ tầm thường.
Các nhát cắt của các phân thớ chính và các phân thớ véc-tơ là các công cụ rất quan trọng trong hình học vi phân. Trong cài đặt này, không gian cơ sở {\displaystyle B} là một đa tạp nhẵn {\displaystyle M} và {\displaystyle E} là một phân thớ nhẵn trên {\displaystyle M} (tức là {\displaystyle E} là một đa tạp nhẵn và {\displaystyle \pi \colon E\to M} là một ánh xạ nhẵn). Người ta thường xét các ánh xạ nhẵn của {\displaystyle E} trên một tập mở mở {\displaystyle U}, ký hiệu {\displaystyle C^{\infty }(U,E)}. Trong giải tích hình học, việc xem xét không gian các nhát cắt với bậc khả vi trung gian (ví dụ: các nhát cắt {\displaystyle C^{k}}), hoặc các nhát cắt thỏa mãn các điều kiện Hölder hoặc các điều kiện của các không gian Sobolev, cũng rất hữu ích.

## Nhát cắt địa phương và nhát cắt toàn cục
Các phân thớ không nhất thiết phải có các nhát cắt toàn cục (ví dụ, xét phân thớ trên {\displaystyle S^{1}} với thớ {\displaystyle F=\mathbb {R} \setminus \{0\}} thu được bằng cách lấy phân thớ Mobius và loại bỏ nhát cắt 0; phân thớ này không có nhát cắt toàn cục); vì vậy các nhát cắt địa phương tỏ ra khá hữu tích. Một nhát cắt địa phương của một phân thớ là một ánh xạ liên tục {\displaystyle s\colon U\to E} với {\displaystyle U} là một tập mở trong {\displaystyle B} và {\displaystyle \pi (s(x))=x} với mọi {\displaystyle x} trong {\displaystyle U}. Nếu {\displaystyle (U,\varphi )} là một tầm thường hóa địa phương của {\displaystyle E} thì các nhát cắt địa phương trên {\displaystyle U} luôn tồn tại. Các nhát cắt địa phương tạo thành một bó trên {\displaystyle B}, được gọi là bó các nhát cắt của {\displaystyle E}.